# Росен, Челль
Челль Бертиль Гуннар Росе́н (швед. Kjell Bertil Gunnar Rosén; 24 апреля 1921, Мальмё — 13 июня 1999, Бункефлостранд) — шведский футболист, полузащитник.

## Карьера

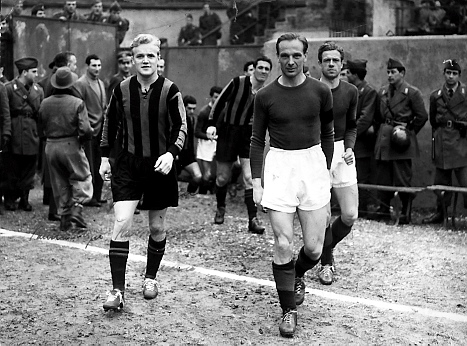
Два шведских футболиста, Росен (справа) и Скоглунд выходят на поле в матче двух итальянских команд, «Новары» и «Интера»

Челль Росен начал карьеру в молодёжной команде «Мальмё БИ», откуда в 1936 году он перешёл в «Мальмё». 18 октября 1939 года он дебютировал в основном составе команды. Он играл в клубе до 1950 года, проведя 379 игр и забив 108 голов, из них 204 матча и 41 гол в чемпионате Швеции. Вместе с «Мальмё» полузащитник выиграл три чемпионата и три Кубка Швеции, а также дважды серебряные медали первенства страны и один раз, в 1945 году, Челль вместе с «Мальмё» вышел в финал Кубка, где его команда проиграла «Норрчёпингу». В 1950 году Росен уехал в Италию, в клуб «Торино», который ещё восстанавливался после потери состава команды в авиакатастрофе, произошедшей годом ранее. В этой команде швед дебютировал 10 сентября в матче с «Падовой» (2:1). Проведя в клубе сезон, Челль перешёл в «Новару», где играл два года. Затем он провёл сезон во французском «Анже», после чего вернулся в «Мальмё», но не мог выступать за клуб в официальных матчах, из-за запрета, существовавшего в шведском футболе и обязывающего не допускать в игры национального первенства страны футболистов-профессионалов.
В составе сборной Швеции Эмануэльссон дебютировал 3 октября 1943 года в матче с Финляндией, в котором его команда сыграла вничью 1:1. После этого он не выступал за первую сборную 3 года, вернувшись лишь в 1946 году, когда 15 сентября он провёл свою вторую игру за национальную команду, и забил свой первый мяч за сборную, поразив ворота всё тех же финов. В 1948 году Росен поехал на Олимпиаду, на которой его команды выиграла золотую медаль. Сам футболист сыграл на турнире 4 игры и забил 5 голов, забивая во всех матчах, за исключением финала. Росен участвовал в двух матчах квалификации чемпионата мира 1950, но нас турнир не поехал. Всего за сборную Челль провёл 22 матча и забил 6 голов.
После завершения игровой карьеры Росен работал тренером в клубах «Хёганес» и «Аллианс». С 1968 по 1981 год Челль был членом правления клуба «Мальмё».

## Личная жизнь
Сын Челля, Свен, также стал профессиональным футболистом и даже сыграл два матча в чемпионате Швеции за «Мальмё».

## Достижения
- Чемпион Швеции (3): 1943/44, 1948/49, 1949/50
- Обладатель Кубка Швеции (3): 1944, 1946, 1947